# Saint-Étienne-des-Champs
Saint-Étienne-des-Champs – miejscowość i gmina we Francji, w regionie Owernia-Rodan-Alpy, w departamencie Puy-de-Dôme.
Według danych na rok 1990 gminę zamieszkiwało 148 osób, a gęstość zaludnienia wynosiła 6 osób/km² (wśród 1310 gmin Owernii Saint-Étienne-des-Champs plasuje się na 698. miejscu pod względem liczby ludności, natomiast pod względem powierzchni na miejscu 320.).